# Stazione di Catanzaro Pratica
La stazione di Catanzaro Pratica è una stazione ferroviaria situata a 318 metri s.l.m.  nel capoluogo calabrese.

## Storia
La stazione di Catanzaro Pratica nacque nel 1933 al termine della linea silana Cosenza-Soveria Mannelli-Catanzaro e all'imbocco del tratto urbano fino a Catanzaro Lido.
Per consentire il completamento dei lavori volti alla realizzazione della rete di metropolitana di superficie, articolata su 3 linee, dal 19 aprile 2022 la circolazione ferroviaria è sospesa anche sulla tratta Catanzaro Città e Catanzaro Lido. Il servizio è garantito con autobus sostitutivi.

## Movimento
Da Catanzaro Città parte un treno ogni mezz'ora circa per Catanzaro Lido (25 minuti circa di percorrenza), nell'ambito del servizio ferroviario suburbano di Catanzaro. Con tali corse è possibile raggiungere i quartieri di Sala, Santa Maria, Corvo, Fortuna e Marina.
In direzione Cosenza, invece, i servizi si attestano a Gimigliano, Soveria Mannelli e Cosenza, con la differenza che su questa linea non vige un cadenzamento ben definito. Tuttavia, fino a Gagliano persiste il servizio ferroviario suburbano, che permette di usufruire della tariffa integrata Gagliano - Catanzaro Lido.